# فرانسوا لاروول

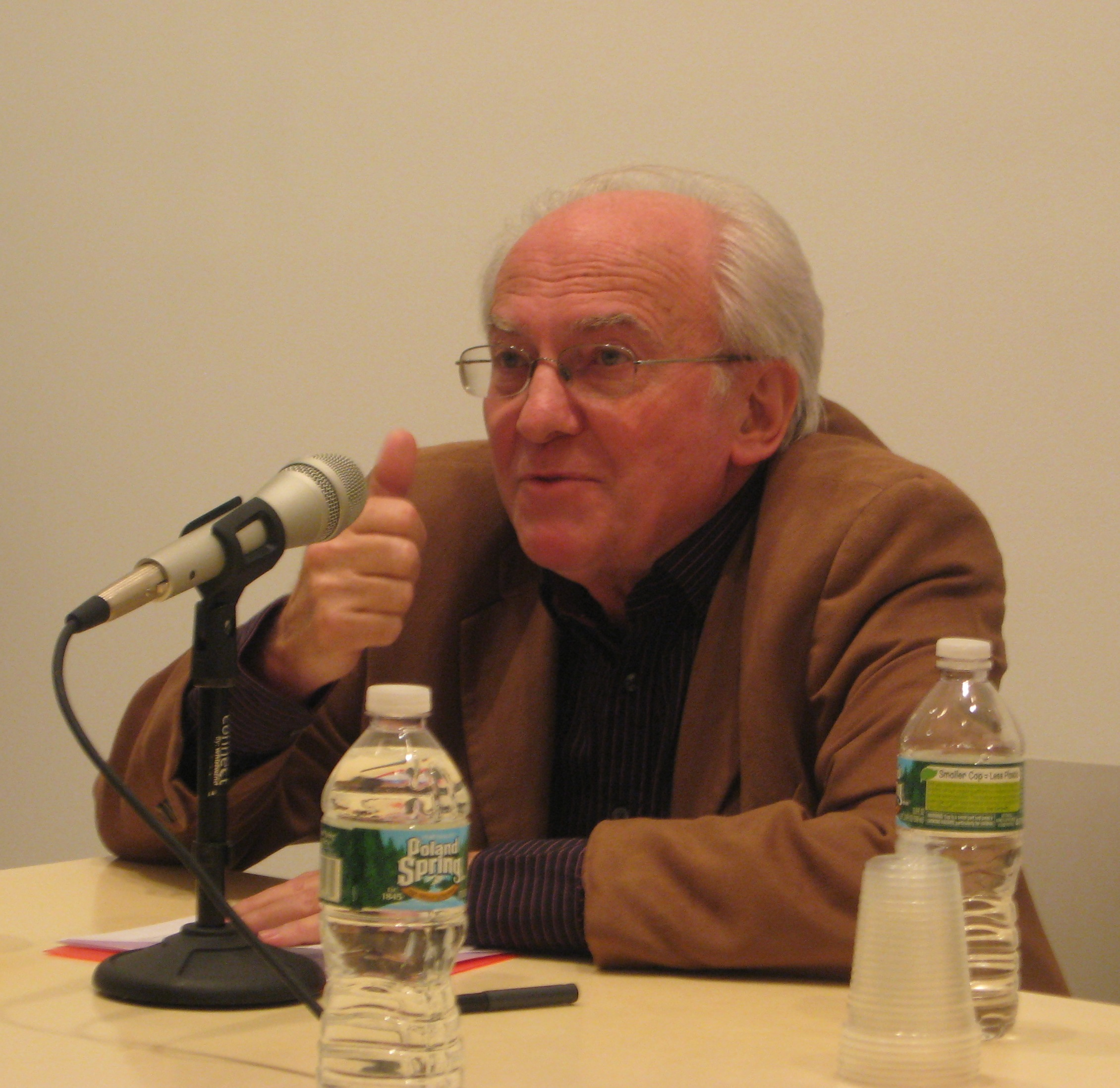

فرانسوا لاروئل (به فرانسوی: Françios Laruelle) 《متولد سال ۱۹۳۷ میلادی》فیلسوف و نویسندهٔ فرانسوی است که قبلاً در کالج بین‌المللی فلسفه و دانشگاه ایکس پاریس تدریس میکرد. او فارغ التحصیل مدرسه عالی فرانسه بوده و شهرت خود را مدیون تدوین اولین روش علمی برای آموزش فلسفه است که آن را «نا-فلسفه» می نامد. لاروئل مدیر سازمانی جهانی به همین نام است که وظیفه آن تبلیغ نظریه نا-فلسفه است. ری براسیر 《Ray Brassier》 فیلسوف جوان اسکاتلندی معتقد است که لاروئل «مهمترین فیلسوف ناشناخته ایست که امروز در اروپا مشغول تحقیق میباشد.»  همچنین ژیل دلووز و فلیکس گتاری معتقد اند که او «مشغول به انجام جالب ترین تحقیقات علمی مربوط به فلسفه معاصر است.»

## نا-فلسفه
لاروئل معتقد است که تمام اشکال فلسفه (از فلسفه باستان تا فلسفه تحلیلی تا ساختارشکنی و بقیه)، همه بر اساس تصمیم اولیه فلسفی شکل گرفته‌اند و بخاطر این، تمام آن‌ها در متن خود از نفس این تصمیم آگاه نیستند. تصمیم فلسفی که لاروول به شناخت آن می‌پردازد، تقسیم دیالکتیکی جهان توسط فیلسوف به دو موضوع مخالف برای کمک در شناخت فلسفی جهان است. لاروئل عقیده دارد که با روشی کاملاً غیر فلسفی (نا-فلسفه) می‌توان ساختار ارادی فیلسوف و فلسفه را برای شناخت جهان تشخیص داد و مطالعه کرد.